# مملسة أرجنتينية
مملسة أرجنتينية (الاسم العلمي: Pediococcus argentinicus) هي نوع من البكتيريا تتبع جنس المملسة من فصيلة الملبنات.